# Parasyrphus iraidae
Parasyrphus iraidae är en tvåvingeart som beskrevs av Mutin 1987. Parasyrphus iraidae ingår i släktet buskblomflugor, och familjen blomflugor. Inga underarter finns listade i Catalogue of Life.